# Vyšehorky
Vyšehorky (německy Allerheiligen) jsou část obce Líšnice na Šumpersku. Leží nedaleko Mohelnice na svazích Mírovské vrchoviny v nadmořské výšce 375 metrů. Na katastru o výměře 255 ha žije necelá stovka obyvatel.
Obec si zachovala na Moravě poměrně vzácný půdorys původní slovanské osady – okrouhlice, kdy domy jsou uspořádány kolem kruhové návsi.  

## Název
Jak ukazují nejstarší doklady, vesnice se původně jmenovala Vyšehoř, její jméno bylo odvozeno od osobního jména Vyšehoř a znamenalo "Vyšehořův majetek". Podoba Vyšehoří poprvé doložena z počátku 15. století. Německé jméno Allerheiligen ("Všech svatých") bylo dáno podle zasvěcení místního kostela. V roce 1949 bylo nařízeno přejmenování na Vyšehorky s odůvodněním, že často dochází k záměnám s obcí Vyšehoří u Bludova.

## Historie
V nejstarší době svého trvání patřily Vyšehorky držitelům Líšnického statku, pánům z Kunštátu a Líšnice. První písemná zmínka o obci pochází z roku 1369 (Wysschehors). V zemských deskách je zmíněno několik odkazů pánů z Kunštátu, sídlem na Líšnici, vyšehorskému kostelu v průběhu dalších let. V té době patřily Vyšehorky k nejbohatším farnostem na severní Moravě. V roce 1494 se majiteli stali Haugvitzové z Biskupic. V následujících letech se vystřídalo několik majitelů. Ve druhé polovině 16. století přechází Vyšehoří jako biskupské léno do majetku Kobylků z Kobylí, kteří podporovali protestantské učení. Po porážce stavovského povstání přišli o majetek a majitelem se stal olomoucký biskup František z Dietrichštejna a připojil je k panství Mírov. Zpočátku česká obec se vylidnila, zpustla a postupně ji osidlovali němečtí obyvatelé z okolí. V té době obec dostala název Allerheiligen podle zasvěcení kostela Všem svatým. Během rekatolizačního období byla farnost v roce 1636 předána pod správu Mohelnice. Vyšehorská římskokatolická farnost byla obnovena v roce 1663. V květnu 1842 téměř celá obec vyhořela při velkém požáru. Zůstalo jen několik domů a kostel. Od roku 1960 se Vyšehorky staly administrativní součástí obce Líšnice. 

## Kulturní památky
V katastru obce jsou evidovány tyto kulturní památky:
- kostel Všech svatých - pozdně románský nebo raně gotický kostel ze 2. třetiny 13. století s renesanční kaplí z roku 1529, upravený v roce 1712 a kolem roku 1800, v interiéru nástěnné malby ze 14. století; k areálu patří dále:
  - brána a ohradní zeď hřbitova
  - kříž - klasicistní kamenická práce z roku 1807 s doznívajícími rokokovými prvky

## Osobnosti
- František Lízna (1941–2021), jezuita, signatář Charty 77, administrátor místní farmosti